# Hosszúlovász
Hosszúlovász (horvátul Lovas) falu és község (járás) Horvátországban, Vukovár-Szerém megyében. 

## A község (járás) települései
A községhez (járáshoz) Hosszúlovász mellett hozzá tartozik még Valkóapáti (Opatovac) is.

## Fekvése
Vukovártól légvonalban 19, közúton 22 km-re délkeletre, Duna menti löszháton, a Tarcal-hegység nyúlványainál, Valkóvár és Újlak között fekszik.

## Történelme
A régészeti leletek tanúsága szerint Lovász település területe az őskor óta lakott. Az első hivatalosan elismert régészeti lelőhely a „Kalvarija” volt, amely a falu nyugati határán található. A lelőhelyt már 1895-ben feljegyezték az itt előkerült véletlenszerű leletek alapján, amelyeket a zágrábi Régészeti Múzeumnak küldtek el. A helyi plébános továbbra is gyakran küldte az itt talált tárgyakat a múzeum akkori igazgatójához, Josip Brunšmidhoz. Nem meglepő tehát, hogy Brunschmid már1902-ben közzétette a lelőhely néhány leletét, köztük egy réztőrt is. 1939-ben középső bronzkori maradványokat találtak Lovászon, ezeket is átadták a Régészeti Múzeumnak, ahol még ma is megtalálhatók az állandó kiállítás őskori gyűjteményében. 1970-ben és 1972-ben terepbejárásokat végeztek a Lovász közelében található régészeti lelőhelyek azonosítása érdekében. Három jelentősebb lelőhelyet találtak, melyeket „Kalvarija”, „Orlinac” és „Staro groblje” néven azonosítottak. A kutatások megerősítették, hogy a lelőhelyek a neolitikumtól a középkorig folyamatosan lakottak voltak. 1975-ben a Vladimir Nazor utcában végzett építési munkák során neolitikumi, rézkori (a badeni kultúra) és kora vaskori településmaradványokat fedeztek fel. A feltáró munkák során Ante Starčević utcában egy vaskori település nekropoliszát tárták fel. 
A település a középkorban is létezett, de nem a mai helyén, hanem attól keletre, a Staro selonak nevezett helyen feküdt.  Első írásos említése „Louasci” néven történt Zsigmond király 1398. szeptember 29-én kelt oklevelében, melyben egy Maróti János macsói bán ellen benyújtott panasz ügyében ítélkezik.  1404-ben „Naglouaz et Tothlouaz” néven említi a boszniai káptalan oklevele.  Ez alapján nem kétséges, hogy abban a faluban ekkor két népcsoport élt, az egyik szláv, a másik nagyobb rész, pedig valószínűleg teljesen magyar lakossággal. A későbbiek során a két falut egy hosszú faluba egyesítették és a hosszú nevet adták neki. 1471-ben már „Hozywlowazy” alakban szerepel Guthi Ország Mihály nádor oklevelében. , 1481-ben pedig Mátyás király oklevele említik „Hozywlowaz” néven.  Atya várának tartozéka volt.  A 14. században az Atya az Ajnard nemzetségből származott családok (Szár, Atyai, Kükei, Vér) birtoka volt, majd a Marótiak szerezték meg. A Maróti Mátyus magvaszakadtával Mátyás király vingárti Geréb Péternek és Mátyásnak adományozta. 
A török 1526-ban szállta meg a vidéket és 1687-ig volt török uralom alatt. Az eredetileg magyar lakosságú település a török hódoltság idején elnéptelenedett, ma már csak határának dűlőnevei emlékeztetnek a magyar múltra. A törökök kiűzését követően hosszú ideig az Eltz család volt birtokosa. A 18. század elején Boszniából érkezett katolikus sokácok települtek ide be.
Az első katonai felmérés térképén „Lovasz” néven található. Lipszky János 1808-ban Budán kiadott repertóriumában „Lovász” néven szerepel. Nagy Lajos 1829-ben kiadott művében „Lovász” néven 141 házzal, 816 katolikus és 4 ortodox vallású lakossal találjuk.  A 19. században a német Eltz család hívására nagyszámú német lakosság vándorolt be a településre.
A településnek 1857-ben 1020, 1910-ben 1539 lakosa volt. A trianoni békeszerződésig Szerém vármegye Vukovári (Valkóvári) járásának része volt. Az 1910-es népszámlálás adatai szerint lakosságának 49%-a német, 45%-a horvát, 3%-a magyar, 1%-a szerb anyanyelvű volt. A település az első világháború után az új szerb-horvát-szlovén állam, majd később (1929-ben) Jugoszlávia része lett. 1941 és 1945 a Független Horvát Államhoz tartozott, majd a szocialista Jugoszlávia fennhatósága alá került. A második világháború végén a német lakosság nagy része elmenekült a partizánok elől. Az itt maradtakat a kommunista hatóságok kollektív háborús bűnösökké nyilvánították, minden vagyonuktól megfosztották és munkatáborba zárták. Az életben maradtakat később Németországba és Ausztriába telepítették ki. 1946-ban az ország más részeiről szállítottak ide teljesen elszegényedett szerb és horvát családokat, akik megkapták az elűzött németek házait. 1991-től a független Horvátoszág része. 1991-ben lakosságának 86%-a horvát, 8%-a szerb, 3%-a jugoszláv nemzetiségű volt. 

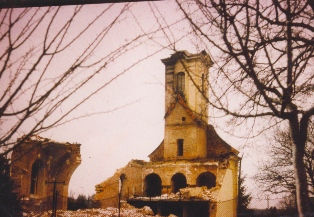
A Szent Mihály római katolikus templom 1991-ben

A délszláv háború súlyos károkat okozott a településen. Az 1991. évi lovasi mészárlás a szerbek Horvátország elleni agressziójának egyik legtragikusabb eseménye. A szerbek október 10-én foglalták el a falut. Nehéz néhány szóval leírni az összes horrort, amelyet a horvátok és a nem szerbek elszenvedtek és amelynek 85 helyi polgár esett áldozatul, további ketten pedig nyomtalanul eltűntek. 
 A lakosságnak kínzások és gyilkosságok sorozatát kellett elszenvednie. Miután Ivan Burik katolikus papot meggyilkolták, a gyilkos (a Dušan Silni egység egyik tagja) később azzal dicsekedett, hogy „megölte az usztasa papot”. A 18. századi Szent Mihály templom a falu nagy részével, 261 családi házzal együtt az esztelen rombolás áldozatául esett. Az eseményekről „Krvava berba grožđa” (Véres szőlőszüret) címmel készült dokumentumfilm. A községi tanács kiadásában jelent meg 2003-ban a „Krvava istina” (Véres igazság) című könyv amely összefoglalja a horvátok és a nem szerb lakosság szenvedéseit, adatokkal az összes meghalt és eltűnt helyi és valkóapáti polgárról.  A falunak 2011-ben 869 lakosa volt. A 2015-ös nagy migrációs hullám idején a faluban befogadóközpontot rendeztek be.

## Gazdaság
A helyi gazdaság alapja ma hagyományosan a mezőgazdaság és az állattartás.

## Népesség
| Lakosság változása | Lakosság változása | Lakosság változása | Lakosság változása | Lakosság változása | Lakosság változása | Lakosság változása | Lakosság változása | Lakosság változása | Lakosság változása | Lakosság változása | Lakosság változása | Lakosság változása | Lakosság változása | Lakosság változása | Lakosság változása |
| ------------------ | ------------------ | ------------------ | ------------------ | ------------------ | ------------------ | ------------------ | ------------------ | ------------------ | ------------------ | ------------------ | ------------------ | ------------------ | ------------------ | ------------------ | ------------------ |
| 1857               | 1869               | 1880               | 1890               | 1900               | 1910               | 1921               | 1931               | 1948               | 1953               | 1961               | 1971               | 1981               | 1991               | 2001               | 2011               |
| 1.020              | 1.277              | 1.235              | 1.426              | 1.443              | 1.539              | 1.689              | 1.845              | 1.999              | 2.090              | 2.078              | 1.811              | 1.702              | 1.681              | 1.167              | 869                |

- 1910-ben 1539 lakosából 754 fő német (49,0%), 691 horvát (44,9%) és 52 (3,4%) magyar volt.
- 1991-ben 1681 lakosából 1441 fő horvát (85,7%), 133 szerb (7,9%) és 10 magyar (0,6%) volt.

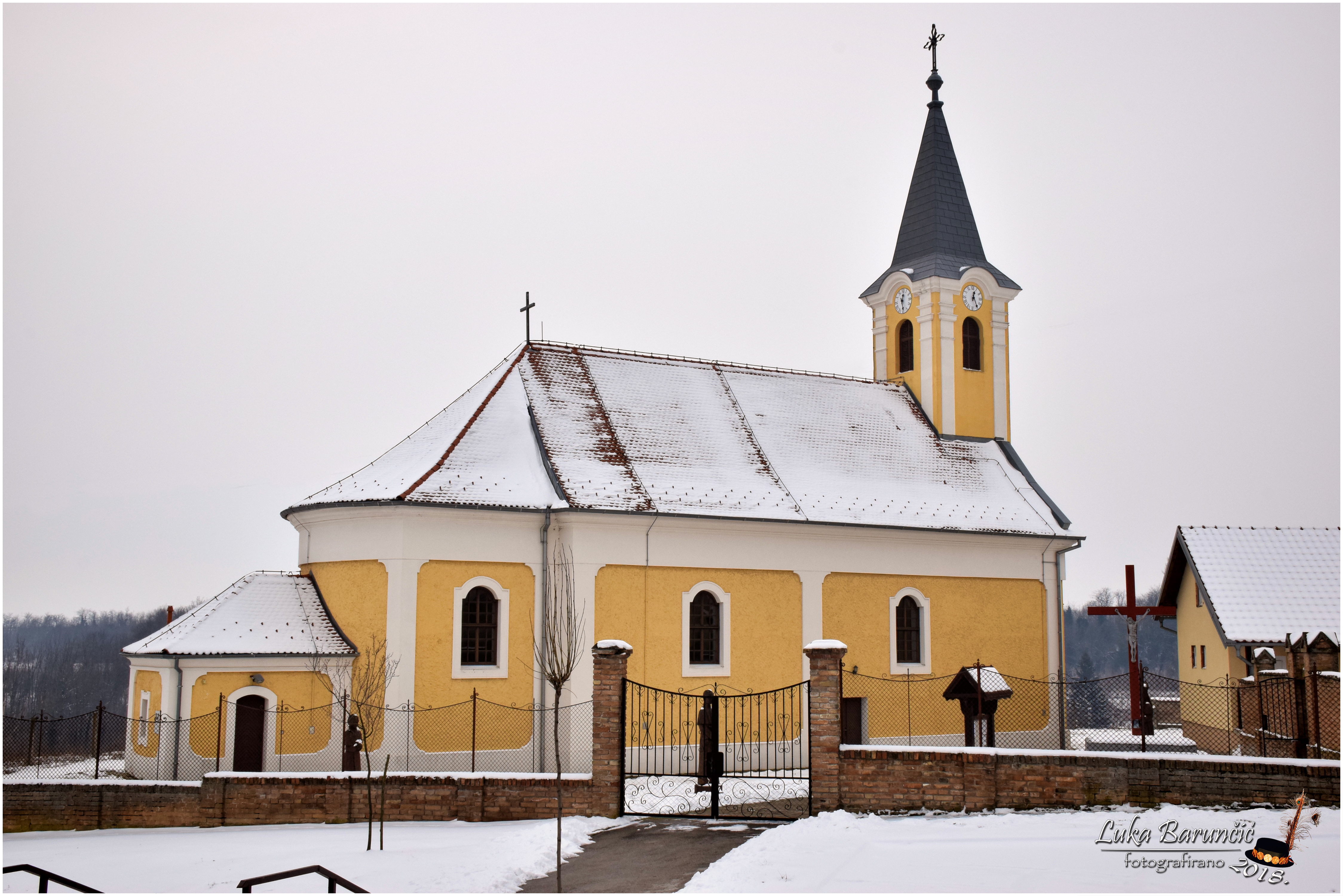
A Szent Mihály templom

- 2011-ben 869 lakosa volt.

## Nevezetességei
- Szent Mihály arkangyal tiszteletére szentelt római katolikus templomát[15] 1769-ben építették. Története során többször megújították, javították. 1991 októberében a faluba betörő szerb csapatok felgyújtották, majd földig rombolták. 2001-ben hosszas tárgyalások után került vissza a Szerbiából a templom három elrabolt harangja. Az új templom építése 2003-ban kezdődött és 2005. szeptember 25-én szentelte fel Marin Skarić diakovári és szerémi püspök.

- A Szent Flórián temetőkápolnát a háborúban szintén lerombolták. A háború alatt itt kínozták és gyilkolták meg a település számos polgárát. A háború után a kápolnát újjáépítették.

- A szerb agresszió idején a faluban ortodox templomot, a temetőben pedig szerb kápolnát építettek. A Horvát Köztársaság Kormányának és az illetékes minisztériumok határozatával a háború után mind a templomot, mind a kápolnát megsemmisítették.

- A település bejáratánál lévő emlékhely[16] azt a helyet jelöli, ahol 1991. október 18-án a JNA és a szerb félkatonai egységek tagjai által elkövetett háborús bűncselekmény történt. 1991 őszén több tragédia is történt a településen, amelyek közül a legmegdöbbentőbb a civil polgárok halála volt a falu határában telepített aknamezőn. Október 17-én a szerbek a település férfijait megbeszélésre hívták meg egy munka ígéretével. Másnap közülük ötvenet kiválasztottak az állítólagos szőlőszüretre. Az oszlop a helyi szövetkezet udvaráról indult a központon keresztül a gazdaság felé. A település kijáratánál egy lóherével beültetett mezőn a menetet megállították. Az áldozatok nem tudták, hogy a JNA korábban aknákat telepített a területre. A szerb félkatonai erők és a JNA tagjai ekkor arra kényszerítették az embereket, hogy egymás kezét fogva gyalogoljanak az aknamezőre, amelyek során egyszerre több aknát is aktiváltak. Az aknák aktiválása után a civilekre tüzet nyitottak. 21 embert megöltek, 14-et pedig megsebesítettek. 1998-ban a maradványokat egy közös sírba helyezték a falu temetőjében.

## Kultúra
- A KUD „Ivan Goran Kovačić” kulturális és művészeti egyesületet 1950-ben alapították. A honvédő háború előtt az egyesületen belül színjátszó, tambura és folklór szekciók működtek. Az egyesület a színjátszó és folklór fesztiválokon való részvétellel számos eredményt ért el. A munkát a háború szakította félbe, amelynek során az egyesület minden jelmeze és felszerelése megsemmisült. 1998-ban az egyesület megújította működését. Régi motívumokkal díszített új ruhákat varrtak, csizmákat, kalapot, tamburákat, műszaki berendezéseket vásároltak. Ma az egyesület 93 taggal három csoporttal működik: folklórcsoport, énekkar és tamburazenekar.

- Az egyesület a Szent Mihály-nap részeként a következő rendezvényeket szervezi: költői est, helyi nyomtatott művek kiállítása, kézműves termékek kiállítása és vására, vadászati kiállítás, művészeti tábor, gazdasági fórum, folklór fesztivál, fogathajtás és lovaglás, sporttalálkozó, halfőzőverseny és számos egyéb esemény. Az esemény első alkalommal 1998-ban került megrendezésre és bekerült a megye kulturális eseményeinek programjába.

- A Vukovári Városi Könyvtár fiókkönyvtára és olvasóterme.

## Oktatás
A településen nyolcosztályos általános iskola működik. A Hosszúlovászi Általános Iskola több mint 220 éves múltra tekint vissza. Épületét a délszláv háború után a modern pedagógiai előírásoknak megfelelően újították fel és rendezték be. Az iskola fő problémája a tanulók kis létszáma. A 2007/2008-os tanévben csak száz gyermek iratkozott be az új tanévre. 2005-ben avatták fel az iskola új tornatermét. Az iskolának Valkóapátiban területi iskolája működik.

## Sport
Az NK Lovas labdarúgóklubot 1963-ban NK Partizan néven alapították. A délszláv háború óta viseli a mai nevét. A csapat a megyei 3. ligában szerepel.